# La Otra Rusia (coalición)

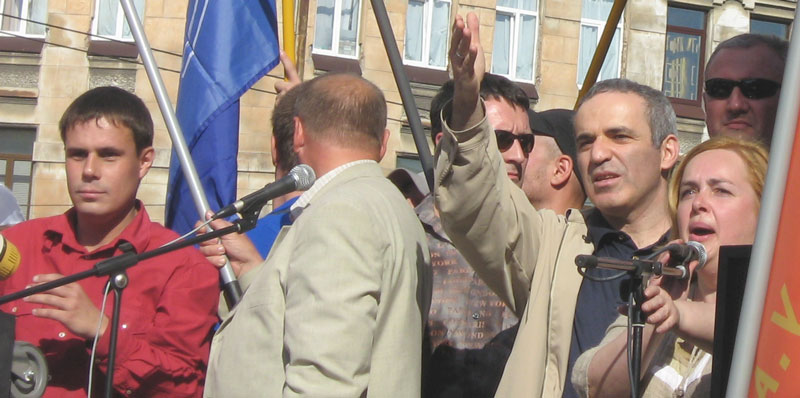
Marcha de los líderes de La Otra Rusia. De izquierda a derecha, Andrei Dmítriev, Serguei Guliàiev, Garri Kaspárov, Olga Kurnóssova.

La Otra Rusia (en ruso: Друга́я Росси́я, Drugaia Rossia), también traducido como Otra Rusia, fue una coalición electoral que unió a los opositores del presidente de Rusia Vladímir Putin y se hizo conocida por convocar las llamadas "marchas de los disidentes". La coalición reunió a representantes de una amplia variedad de movimientos políticos y de organizaciones de derechos humanos, incluidos algunos grupúsculos bolcheviques o comunistas (a pesar de que el Partido Comunista de la Federación Rusa no participó), así como por personalidades independientes.
El grupo incluyó a dirigentes de la oposición tanto de la izquierda como de la derecha, así como a los liberales tradicionales, como el excampeón mundial de ajedrez y líder del Frente Cívico Unido, Garri Kaspàrov, el Partido Nacional Bolchevique (un partido que opta por el nacional-bolchevismo) con su líder Eduard Limónov y la extrema izquierda de la Vanguardia de la Juventud Roja.